# Merrill Lynch
Pour les articles homonymes, voir Merrill et Lynch.
Merrill, officiellement Merrill Lynch, Pierce, Fenner & Smith Incorporated et anciennement Merrill Lynch & Co., Inc., est une banque d'investissement américaine dont le siège est situé à Manhattan au 1, Four World Financial Center. Elle gère 1 800 milliards USD d'actifs pour ses clients. Opérant dans plus de 40 pays, elle affichait un chiffre d'affaires mondial annuel de 48 milliards de dollars en 2005. Depuis 2008, elle est une filiale de Bank of America.

## Histoire
Merrill Lynch a été fondée en 1914 par Charles E. Merrill, Edmund C.Lynch.
Au début des années 2000, après le krach boursier de 2001-2002 qui sanctionne la fin de la bulle Internet, Merrill Lynch, qui avait réussi une introduction en bourse bien plus tôt que ses rivales, a subi un revers symbolique important, étant l'une des dix grandes banques d'investissement à avoir signé un compromis à 1,4 milliard de dollars  sur la question de l'indépendance de l'analyse financière, via l'accord amiable d'avril 2003, avec la SEC et, l'association des courtiers américains.
Parmi les analystes qui sont bannis de la profession pour dix ans lors de cet accord, Henry Blodget couvrait les sociétés du secteur de l'Internet pour Merrill Lynch et publiait des recommandations en contradiction avec les mails envoyés à ses amis. 
Le 24 octobre 2007 elle est la première grande banque nord-américaine à annoncer d'importantes dépréciations d'actifs sur les subprimes.La perte du quatrième trimestre 2007 s'élevait à 9,8 milliards de dollars.  
Le 1er novembre 2007, le PDG, Stanley O'Neal, a démissionné à la suite des nombreuses critiques concernant sa gestion de la crise des subprimes ; La banque accuserait des pertes de plus de 8 milliards de dollars. Il a été remplacé par John Thain.
Le 15 septembre 2008, Bank of America (BoA) a acheté Merrill Lynch pour 50 milliards de dollars, cette dernière ayant déjà perdu 52 milliards depuis la crise des subprimes. En décembre 2008, juste avant son absorption par BoA et malgré des pertes de 27 milliards USD pour l'année 2008, Merrill Lynch a versé environ 3,6 milliards de dollars en primes, 696 de ses cadres dirigeants recevant au moins un million USD.
Merrill Lynch a aussi reçu près de 7 milliards de dollars, en automne 2008, que lui devait American International Group (AIG), qui a pu payer parce que ce dernier groupe avait été lui-même renfloué par la Réserve fédérale américaine (Fed) .
En 2019, Bank of America renomme sa filiale Merrill.